# Lý Anh
Lý Anh (chữ Hán: 李瑛; 706 - 737), tự Tự Khiêm (嗣谦), tôn thất đại thần nhà Đường, con thứ của Đường Huyền Tông Lý Long Cơ, mẹ Triệu Lệ phi.
Tháng 9 năm 710, lấy thân phận hoàng tôn, phong Chân Định Quận vương (真定郡王), sau khi Đường Huyền Tông lên ngôi, tiến phong Dĩnh vương (郢王). Tháng 1 năm 715, sắc phong Hoàng Thái tử (皇太子). Năm 725, đổi tên Lý Hồng (李鸿), cưới Hà Đông Tiết thị (河东薛氏).
Năm 737, ban tên Lý Anh (李瑛), bị Võ Huệ phi (武惠妃) cùng Phò mã Dương Hồi (杨洄) mưu hại, cùng Ngạc vương Lý Dao (鄂王李瑶), Quang vương Lý Cư (光王李琚) phế làm thứ dân, bị ban chết. Sau khi Đường Đại Tông, lật án rửa sạch oan khuất, khôi phục danh hiệu Thái tử.

## Gia đình
- Phụ mẫu: 
  - Phụ thân: Đường Huyền Tông Lý Long Cơ (李隆基)
  - Mẫu thân: Triệu Lệ phi (赵丽妃)
- Thê thiếp: 
  - Thái tử phi Tiết thị (薛氏)
- Con cái: 
  - Con trai:
    - Trưởng tử: Tân Bình vương Lý Nghiễm (新平王李俨)
    - Nhị tử: Bình Nguyên vương Lý Thân (平原王李伸)
    - Tam tử: Khánh vương Lý Cầu (庆王李俅)
    - Tứ tử: Lý Xuân (李偆)
    - Ngũ tử: Trịnh Quốc công Lý Cảnh (郑国公李儆)
    - Lục tử: Hàn Quốc công Lý Bị (韩国公李备)
    - Thất tử: Lý Luân (李伦)

  - Con gái:
    - Trưởng nữ: Bác Bình Quận chúa (博平郡主), gả cho Vương Huấn (王训)